# Duriatitan humerocristatus
Duriatitan humerocristatus ("Titán de Dorset con humero provisto de peine") es la única especie conocida del género extinto de Duriatitan dinosaurio saurópodo titanosauriformes que vivió a finales del período Jurásico, hace aproximadamente 150 millones de años durante el Kimmeridgiense, en lo que hoy es Europa. El espécimen holotipo de Duriatitan, BMNH 44635, es del hueso humero parcial izquierdo que fue encontrado por R. I. Smith cerca de Sandsfoot en la parte inferior de arcilla de Kimmeridge de Dorset, Inglaterra. La especie tipo, D. humerocristatus, fue descrita en 1874 por John Hulke como una especie de Cetiosaurus. La designación de especie significa "con un húmero provisto de un peine" en latín, una referencia al llamativo peine deltopectoral sobre el hueso. En 1888 la especie fue colocado por Richard Lydekker en Ornithopsis como  Ornithopsis humerocristatus y en 1897 por Emile-Henri Sauvage en Pelorosaurus como Pelorosaurus humerocristatus. A este espécimen se le asignó su propio género en 2010 por Paul M. Barrett, Roger B.J. Benson y Paul Upchurch. El nombre genérico se deriva del nombre en latín para Dorset, Duria y del griego Titan.
El holotipo , BMNH 44635, se encontró en capas de la Arcilla Kimmeridge que datan del Kimmeridgien al Titoniense. Consiste en la parte superior e inferior de un húmero izquierdo, el único fósil de la especie conocida. Un diente, una falange y una gran cantidad pubis derecho NHMUK 49165 asignados a la especie en el siglo XIX, n o fueron considerados por los descriptores por no poder probar alguna relación con Duriatitan. El húmero, que mide 137 centímetros de largo sin la pieza central que falta, tiene una longitud total estimada de alrededor de 160 centímetros, lo que indica una longitud corporal de unos 18 metros y un peso de 12 toneladas. Una característica distintiva es el peine deltopectoral largo y que sobresale agudamente. Todo el húmero es muy fuerte, lo que indica que las patas delanteras eran más largas que las traseras. La construcción del hueso llevó a Hulke a defender la hipótesis existente de que los saurópodos vivían en tierra en lugar de en el mar, como se solía suponer en ese momento.
Duriatitan es difícil de colocar debido a datos limitados. De acuerdo con los descriptores, es un miembro de los Titanosauriformes , una amplia variedad que incluye tanto a Brachiosauridae como a Titanosauria y seguida por otros autores. La hipótesis de Darren Naish y David Martill de 2007 de que el animal debería pertenecer a los Brachiosauridae no podría ser respaldada por los descriptores con nuevas características.